# Мишкови
Мишкови (Muridae) е най-голямото семейство бозайници, обхващащо повече от 600 вида разпространени първоначално в Евразия, Африка и Австралия. В Америка са внесени от човека.

## Физически белези
Представителите на семейство Мишкови са дребни бозайници с дължина на тялото без опашката от 4,5 cm при африканската мишка пигмей (Mus minutoides) до 48 cm при тънкоопашатия облачен плъх (Phloeomys cumingi), най-често около 10 cm. Имат стройно тяло, неокосмена опашка и удължена муцуна с видими мустачки. В същото време във външния вид на представителите на семейството има значителни разлики. Много видове имат удължени крака и стъпала, което им позволява да се придвижват с подскоци, докато други имат широки стъпала и хватателни опашки, за да се катерят по дърветата, а трети нямат подобни адаптации. Повечето мишкови са кафеникави на цвят, макар че има и такива с черна, сива или бяла окраска.

## Размножаване
Повечето видове от семейство Мишкови се размножават често, като обикновено раждат голям брой малки по няколко пъти в годината. В повечето случаи бременността трае 20 до 40 дни, макар че има значителни различия между отделните видове. Малките обикновено се раждат слепи и без козина и са напълно безпомощни.

## Еволюция
Както и при много други дребни бозайници, еволюцията на мишковите не е добре проучена, поради ограничения брой запазени фосили. Те вероятно еволюират през ранния миоцен от подобни на хамстер животни в тропическа Азия, а видовете, пригодени към по-хладен климат, възникват по-късно. Мишковите се разпространяват широко през холоцена, като разселването им е подпомогнато от миграциите на хората.

## Родове
Подсемейство Deomyinae
- Acomys – Бодлокожи мишки
- Deomys
- Lophuromys
- Uranomys

Подсемейство Gerbillinae – Песчанки
- Gerbillus
- Microdillus
- Meriones
- Rhombomys – Големи песчанки
- Psammomys
- Sekeetamys
- Brachiones
- Desmodilliscus
- Pachyuromys
- Tatera
- Taterillus
- Desmodillus
- Gerbillurus
- Ammodillus

Подсемейство Leimacomyinae
- Leimacomys

Подсемейство Lophiomyinae – Дългогривести плъхове
- Lophiomys

Подсемейство Murinae
- Abditomys
- Abeomelomys
- Aethomys
- Anisomys
- Anonymomys
- Apodemus – Полски мишки
- Apomys
- Archboldomys
- Arvicanthis
- Bandicota
- Batomys
- Berylmys
- Bullimus
- Bunomys
- Carpomys
- Chiromyscus
- Chiropodomys
- Chiruromys
- Chrotomys
- Coccymys
- Colomys
- Conilurus
- Crateromys
- Crossomys
- Cremnomys
- Crunomys
- Dacnomys
- Dasymys
- Dephomys
- Desmomys
- Diomys
- Diplothrix
- Echiothrix
- Eropeplus
- Golunda
- Grammomys
- Hadromys
- Haeromys
- Hapalomys
- Heimyscus
- Hybomys
- Hydromys
- Hylomyscus
- Hyomys
- Kadarsanomys
- Komodomys
- Lammottemys
- Leggadina
- Lemniscomys
- Lenomys
- Lenothrix
- Leopoldamys
- Leporillus – Австралийски прътогнездещи плъхове
- Leptomys
- Limnomys
- Lorentzimys
- Macruromys
- Madromys
- Malacomys
- Mallomys
- Mammelomys
- Margaretamys
- Mastacomys
- Mastomys
- Maxomys
- Melasmothrix
- Melomys – Бананови плъхове
- Mesembriomys
- Micalaemys
- Microhydromys
- Micromys – Малки мишки
- Millardia
- Muriculus
- Mus – Домашни мишки
- Mylomys
- Myomyscus
- Myotomys
- Nesokia – Пластинчатозъби плъхове
- Nesoromys
- Nilopegamys
- Niviventer
- Notomys
- Oenomys
- Otomys
- Palawanomys
- Papagomys
- Parahydromys
- Paraleptomys
- Paramelomys
- Parotomys
- Paruromys
- Paulamys
- Pelomys
- Phloeomys
- Pithecheir
- Pithecheirops
- Pogonomelomys
- Pogonomys
- Praomys
- Protochromys
- Pseudohydromys
- Pseudomys
- Rattus – Плъхове
- Rhabdomys
- Rhynchomys – Земеровкоподобни плъхове
- Saxatilomys
- Solomys
- Sommeromys
- Srilankamys
- Stenocephalemys
- Stochomys
- Sundamys
- Taeromys
- Tarsomys
- Tateomys
- Thallomys
- Thamnomys
- Tokudaia
- Tonkinomys
- Tryphomys
- Uromys
- Vandeleuria
- Vernaya
- Waiomys
- Xenuromys
- Xeromys
- Zelotomys
- Zyzomys